# Mino Delle Site
Domenico Delle Site, detto Mino (Lecce, 1º maggio 1914 – Roma, 1996), è stato un pittore e scultore italiano, esponente dell'Aeropittura futurista.
Dopo la seconda guerra mondiale è stato influenzato anche dal cubismo e dall'astrattismo. Sue opere sono nella Collezione permanente del Museo dell'aeronautica Gianni Caproni (Trento) e suoi dipinti sono stati esposti nel 2000 a Palazzo Grassi (Venezia). Su Delle Site hanno scritto Gerardo Dottori e diversi critici: Luigi Tallarico, Enrico Crispolti, Claudia Salaris, Francesco Grisi, Mario Verdone, Maurizio Scudiero.
Credeva nell'astrologia e nella reincarnazione, elaborava oroscopi ai propri studenti del II liceo artistico di Roma dove insegnava "Ornato".

## Biografia
Nel 1926, Mino Delle Site si iscrive alla Scuola Statale di Arte di Lecce; qui è allievo del pittore salentino Geremia Re, che lo introduce alle arti contemporanee.
Nel 1930, sedicenne, si trasferisce a Roma.
Nel febbraio 1931, per la  "Prima Mostra di Aeropittura - Omaggio futurista ai trasvolatori" (Roma)  conosce Marinetti, Balla, Fillia, Prampolini, Dottori, aderisce al Futurismo e partecipa a mostre del movimento futurista.
Nel 1932, al "Bragaglia fuori Commercio" di Roma presenta la prima mostra personale, promosso da Enrico Prampolini e nel 1933 espone a Lecce, presentato dall'aeropoeta futurista Vittorio Bodini.
Successivamente partecipa con i futuristi alla II Quadriennale di Roma (1935), alla XX Biennale Internazionale di Venezia (1936) e altre iniziative del movimento futurista in Italia e in Europa; alla 2ª Mostra della Plastica Murale (1936) Roma, alla XXI Biennale di Venezia (1938) nuovamente alla III Quadriennale Romana (1939).
Negli anni '50 presenta la sua prima antologica alla Galleria delle Carrozze a Roma (1956) e partecipa alla VI, VII e VIII Quadriennale Romana.
Nel 1957 alcune delle sue Opere, "ROSE", partecipano presso la - Ann Ross Gallery - di New York alla Mostra di Pittura Contemporanea. 
Nel 1965 espone negli USA, presso la Galleria Rizzoli di New York con una mostra antologica personale, opere dal 1932 al 1965.
Negli anni '80 partecipa alle rassegne "Gli Anni Trenta" e "Il Futurismo e la moda" (1982, 1888 Milano), "Futurismi Postali" (Rovereto, Grado, Bari, Palermo e Alessandria), tiene una personale antologica retrospettiva futurista presso la Galleria Fonte d'Abisso di Modena (1984) replicata nel 1985 alla Galleria Narciso di Torino.
Nel 1989, Lecce, sua città natale, omaggia l'artista con una nuova rassegna antologica con anche le opere più recenti.
Successivamente Mino delle Site è stato segnalato nelle rassegne espositivededicate al Futurismo: "Aereo e Pittura" del 1989/90 (Napoli e Londra), "Futurismo e Meridione" (1996, Napoli), "Gli anni del futurismo in Puglia. 1909-1944" (Bari e Taranto) "I temi del Futurismo (1998, Genova e Milano), "Futurismo e Aeropittura, Arte in Italia" (1999, Lisbona).
Nel 2013 si segnalano la mostra retrospettiva Mino Delle Site, "La Ricerca nel Segno" a Roma e nel 2013 l'artista è stato incluso nella mostra collettiva, “Alluminio. Tra Futurismo e Contemporaneità” a cura del Museo Civico di Montevarchi.